# Randonnée à VTT

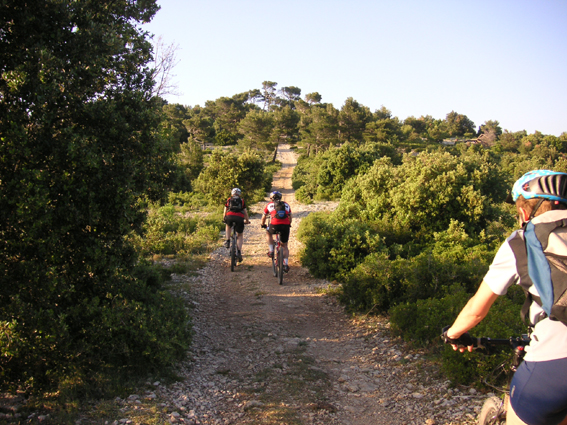
Randonnée dans le sud de la France.

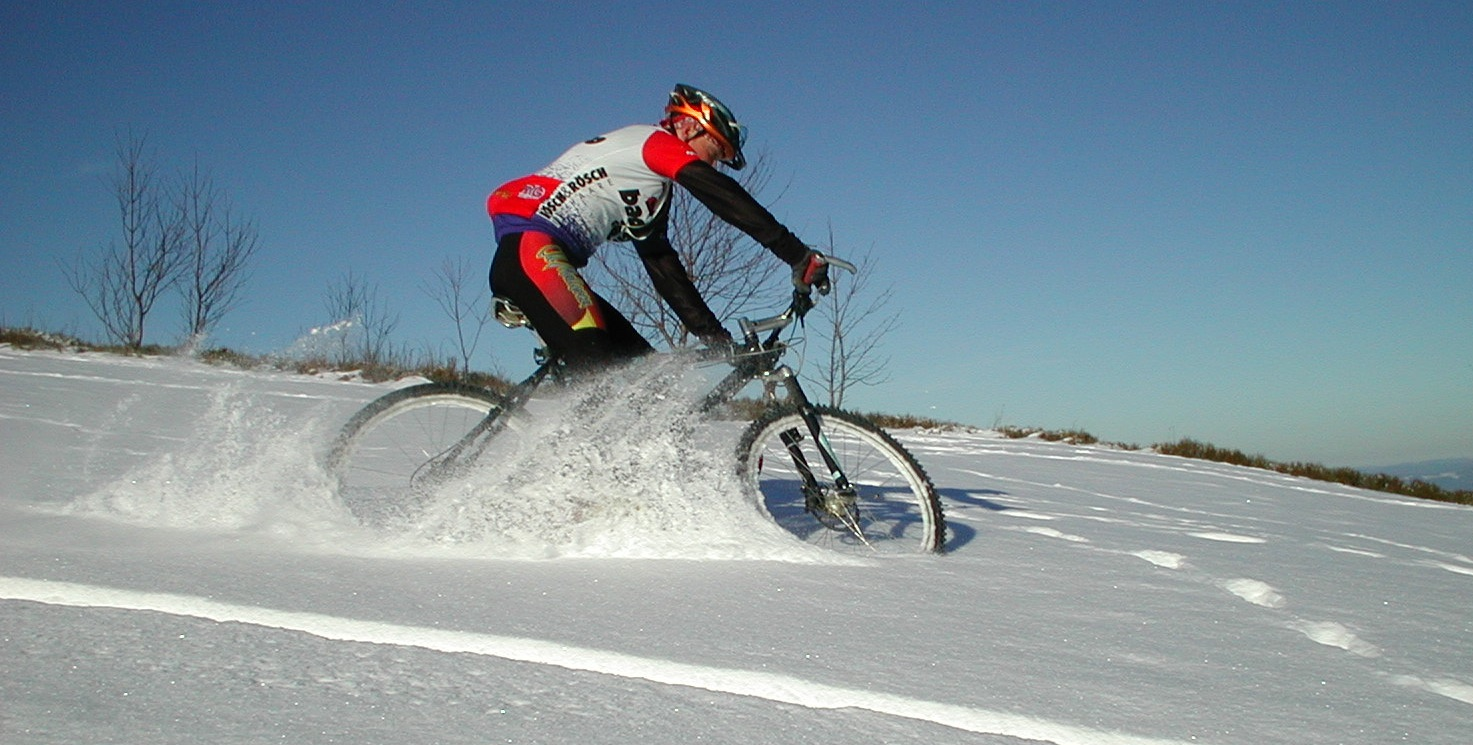
Vélo tout terrain sur la neige.

La pratique de la randonnée à VTT est un sport et un loisir consistant à rouler sur des chemins ou sentiers. Elle peut être pratiquée à la journée ou durant plusieurs jours ponctués de bivouacs. Elle prend alors la forme d'une sortie bikepacking hors routes.

## Les sites de randonnée à vélo tout terrain
En France, La Fédération française de cyclisme met en place des itinéraires balisés spécialement prévus pour cet usage. Il en existe pour tous les niveaux. Depuis 1991 la Fédération Française de Cyclisme a labellisé 186 bases (en 2014) destinées à la pratique du vélo de randonnée de montagne essentiellement en France aux Antilles, en Espagne, et en Italie, mais aussi dans les Domtoms. Ces sites de randonnée à vélo tout terrain ont pour but de favoriser l'esprit de découverte, et la pratique d'une activité physique. Ils permettent de découvrir des départements sous forme de circuits (balise jaune), des parcs naturels régionaux (balise noire) ou d'effectuer de grandes traversées (balise rouge).

## Randonnée itinérante
Plusieurs parcours de randonnées itinérantes existent en France : 
- la Grande traversée du Massif central (GTMC) qui rallie Avallon à Agde en 31 jours. Le parcours est balisé sur le terrain et des guides complètent la description.
- La Grande Traversée du Vercors qui rallie Grenoble à Die est la première partie de l'itinéraire Grenoble-Sisteron des Chemins du Soleil. Plusieurs parcours sont disponibles pour la GTV.
- La Grande Traversée du Jura (GTJ) qui comme son nom l'indique traverse le massif du Jura du Nord au Sud en parcourant les départements du Doubs, du Jura puis de l'Ain.
- Les Chemins du Soleil aussi appelés Grande Traversée des Préalpes, se parcourent soit dans le sens Nord-Sud de Grenoble à Sisteron, soit dans le sens Ouest-Est de Valence (Drôme) à Gap.
- La Traversée du Massif Vosgien (TMV) qui traverse le massif des Vosges du Nord au Sud, de Wissembourg à Thann en parcourant les départements du Bas-Rhin et du Haut-Rhin.

## Randonnée organisée
Des randonnées sont spécialement organisées pour les vététistes amateurs par les clubs locaux. Les parcours les plus intéressants pouvant attirer des pratiquants venant spécialement de régions éloignées, voire d'autres pays. Le parcours est préparé et balisé (affichettes, rubalise, peinture en bombe) par le club organisateur les jours précédant la randonnée, et retirée une fois parcourus par tous les participants inscrits.
En général plusieurs distances sont proposées permettant à tout le monde de participer : les familles et pratiquants loisir sur un parcours d'une quinzaine de kilomètres évitant les difficultés techniques et les gros dénivelés, et les plus aguerris effectuant des boucles supplémentaires (pour un total de 45 à 100 km) parcourant les difficultés intéressantes du secteur (monotraces, passages techniques, montées et descentes difficiles...).
Le chronomètre est absent, mais certains participants essaient de maintenir un rythme soutenu, proche de celui qu'ils auraient s'il étaient en course, alors que d'autres (voire les mêmes suivant la forme du moment) adoptent un rythme plus ou moins tranquille.
Les clubs organisateurs prévoient en général un ou plusieurs ravitaillements en eau et nourriture adaptée sur le parcours.

## Le balisage

Les itinéraires balisés permanents sont constitués de panonceaux formés de deux disques et d'un triangle indiquant la direction à prendre. la couleur de ce logo varie selon le type de parcours :²
- logo jaune : petite randonnée communale (c'est généralement une boucle, sur un territoire limité);
- logo rouge : rarement numéroté, randonnée intercommunale voire interdépartementale ou grande traversée, ce n'est pas une boucle;
- logo marron ou foncé : il s'agit d'un site classé parc naturel, c'est très certainement une boucle.

La couleur des numéros sur la balise indique la difficulté du parcours :
- numéro vert : parcours très facile. En général court, il est accessible aux enfants ;
- numéro bleue : parcours facile. Plus long, jusqu'à 20 km ou quelques passages difficiles, parfois accessibles aux enfants ;
- numéro rouge : parcours difficile. Supérieur à 20 km avec plusieurs zones ardues (dénivelé, passages techniques), nécessite une bonne forme physique et un niveau adéquat ;
- numéro noir : parcours très difficile. Ce sont des circuits pour expérimentés, longs (35 km et plus), avec côtes et descentes à forte pente et présentant de nombreux passages techniques.

## Le matériel
La catégorie de VTT recommandée pour cette activité est le « trail » sans ou avec  assistance électrique, mais certains pratiquants pourront préférer, en fonction du profil du parcours, des VTT « cross-country » ou « all mountain ».
Le  « trail » est le plus généralement un « tout-suspendu », dont la conception permet d'être à l'aise sur tous les types de courses, de la sortie d'une heure ou deux sur pistes et bons sentiers à la randonnée sur une journée en terrain montagneux.
Il doit constituer un bon compromis entre poids et maniabilité afin d'être performant en montée et descente comme sur le plat. Ce n'est ni un vélo d'enduro ni un de cross-country, mais un tout terrain polyvalent, à l'aise en terrain accidenté tout en étant performant dans les sections rapides.
La gamme de matériel proposée va du vélo le plus basique (sans suspension, freins sur jante, cadre en acier pour un budget de 100 €) aux meilleurs vélos « all mountain » avec suspensions avant et arrière, freins à disques hydrauliques, cadre en carbone pour un budget de plus de 5000 €[Quand ?]. Le choix s'effectue en fonction du budget, du parcours privilégié (si celui-ci est cassant, l’absence de suspension peut être difficilement supportable en matière de confort comme de capacité à garder le contrôle du vélo) et des sensations recherchées (certains privilégient la nervosité, et choisissent des vélos de cross-country légers sans suspension arrière, alors que d'autres privilégient le confort et la facilité de pilotage grâce à la suspension arrière, au détriment du poids et du rendement du vélo).